# General MIDI

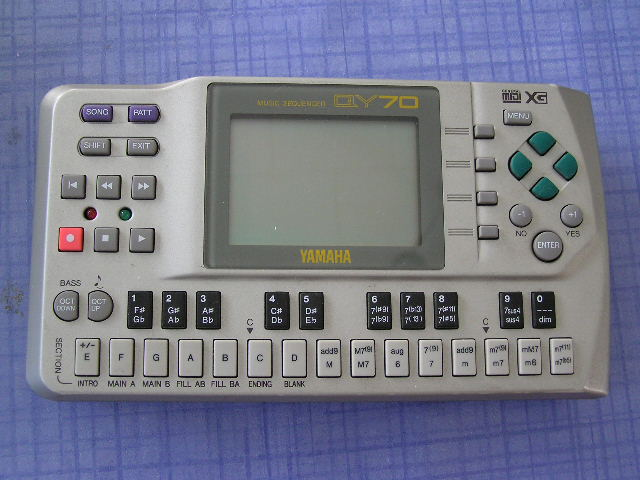
Een Yamaha QY70 General MIDI en XG klankmodule.

General Midi, afgekort GM, is een protocol om ervoor te zorgen dat MIDI-aanstuurbare instrumenten zo goed mogelijk eenzelfde geluid voortbrengen als ze dezelfde MIDI-aansturingsdata ontvangen.  Hierbij wordt bijvoorbeeld afgesproken dat geluidsprogramma nummer 1 een concertvleugel weergeeft, zie als voorbeeld de lijst onderaan dit artikel. GM bestaat uit 128 geluiden (instrumenten) en een aantal drumsets, die op ieder GM-compatibel apparaat (ongeveer) hetzelfde klinken.
Het beoogde voordeel hiervan is dat MIDI-bestanden (via internet) uitwisselbaar zijn tussen verschillende gebruikers. Vele multitimbrale MIDI-modules en de meeste geluidskaarten met een geluidschip aan boord zijn uitgerust met General MIDI.

## Voorwaarden
De voorwaarden van General MIDI zijn:
- de module is 16-kanaals multitimbraal. Dit wil zeggen dat de module op alle 16 kanalen onafhankelijk en tegelijkertijd een klank kan verwerken;
- heeft een vastgestelde lijst van 128 klanken, te selecteren via program change;
- kanaal 10 wordt gebruikt voor drumklanken, waarbij iedere toets gekoppeld wordt aan een drumklank. De toets C1 activeert bijvoorbeeld de bass drum en de E1 de snaredrum.

## Versies
Er zijn van GM drie verschillende versies:
- GM1, in september 1991 opgezet door de MIDI Manufacturers Association (MMA) en het Japan MIDI Standards Committee (JMSC).
- GM2, of General MIDI Level 2, is een toevoeging aan de GM1 standaard en gebaseerd op de GS extensie. In 1999 officieel aangenomen door de MMA.
- GML, ontworpen in 2001, is beter bekend als General MIDI Lite en is bedoeld voor apparaten die niet volledig GM-compatible hoeven te zijn, zoals mobiele telefoons.

## Uitbreidingen
Uitbreidingen op het GM-protocol zijn XG (eXtended General Midi) van Yamaha, en GS (General Standard) van Roland. Beide standaarden hebben een grotere klankenlijst (tot 600 of meer in plaats van 128) en de mogelijkheid om effecten aan te sturen. XG/GS en GM zijn beperkt wederzijds compatibel, dat wil zeggen dat een GM bestand feilloos afgespeeld kan worden op een XG/GS module, en omgekeerd blijft een XG/GS ook redelijk overeind op een GM module, zij het dat eventuele (geluids)effecten niet goed worden afgespeeld, of dat de uitgebreide klanken anders zullen klinken.

## Lijst met programmanummers van standaardgeluiden
Noot: de nummering van deze lijst loopt van 1 tot en met 128. Een nummering van 0 tot en met 127 komt ook voor. Dit verschil leidt echter niet tot problemen. De namen en categorieën zijn:

### Klanken
Piano
- 1 Acoustic Grand Piano
- 2 Bright Acoustic Piano
- 3 Electric Grand Piano
- 4 Honky-tonk Piano
- 5 Electric Piano 1
- 6 Electric Piano 2
- 7 Harpsichord
- 8 Clavinet

Chromatic percussion
- 9 Celesta
- 10 Glocken
- 11 Music box
- 12 Vibraphone
- 13 Marimba
- 14 Xylophone
- 15 Tubular Bells
- 16 Dulcimer

Organ
- 17 Drawbar Organ
- 18 Percussive Organ
- 19 Rock Organ
- 20 Church Organ
- 21 Reed Organ
- 22 Accordion
- 23 Harmonica
- 24 Tango Accordion

Guitar
- 25 Nylon Guitar
- 26 Steel Guitar
- 27 Jazz Guitar
- 28 Clean Guitar
- 29 Mute Guitar
- 30 Overdrive Guitar
- 31 Dist Guitar
- 32 Guitar Harmonics

Bass
- 33 Acoustic Bass
- 34 Fingered Bass
- 35 Pick Bass
- 36 Fretless Bass
- 37 Slap Bas 1
- 38 Slap Bas 2
- 39 Synth Bas 1
- 40 Synth Bas 2

Strings
- 41 Violin
- 42 Viola
- 43 Cello
- 44 Contrabass
- 45 Tremolo Strings
- 46 Pizzicato Strings
- 47 Harp
- 48 Timpani

Ensemble
- 49 Strings1
- 50 Strings2
- 51 Synth Strings 1
- 52 Synth Strings 2
- 53 Choir Aah
- 54 Voice Ooh
- 55 Synth Voice
- 56 Orchestral Hit

Brass
- 57 Trumpet
- 58 Trombone
- 59 Tuba
- 60 Mute.Trumpet
- 61 French Horn
- 62 Brass Section
- 63 Synth Brass 1
- 64 Synth Brass 2

Reed
- 65 Soprano Sax
- 66 Alto Sax
- 67 Tenor Sax
- 68 Bariton Sax
- 69 Oboe
- 70 English Horn (althobo)
- 71 Bassoon
- 72 Clarinet

Pipe
- 73 Piccolo
- 74 Flute
- 75 Recorder
- 76 PanFlute
- 77 Bottle
- 78 Shakuhachi
- 79 Whistle
- 80 Ocarina

Synth lead
- 81 Square Lead
- 82 Sawtooth Lead
- 83 Caliope Lead
- 84 Chiff Lead
- 85 Charang Lead
- 86 Voice Lead
- 87 Fifth Lead
- 88 Bass & Lead

Synth pad
- 89 New Age Pad
- 90 Warm Pad
- 91 Poly Synth Pad
- 92 Choir Pad
- 93 Bowed Pad
- 94 Metal Pad
- 95 Halo Pad
- 96 Sweep Pad

Synth effects
- 97 Rain
- 98 Soundtrack
- 99 Crystal
- 100 Atmosphere
- 101 Brightness
- 102 Goblins
- 103 Echoes
- 104 Sci-Fi

Ethnic
- 105 Sitar
- 106 Banjo
- 107 Shamisen
- 108 Koto
- 109 Kalimba
- 110 Bagpipe
- 111 Fiddle
- 112 Shanai

Percussive
- 113 Tinkle Bell
- 114 Agogo
- 115 Steel Drum
- 116 Woodblock
- 117 Taiko Drum
- 118 Melodic Tom
- 119 Synth Drum
- 120 Reverse Cymbal

Sound effects
- 121 Guitar Fret Noise
- 122 Breath Noise
- 123 Seashore
- 124 Bird Tweet
- 125 Telephone
- 126 Helicopter
- 127 Applause
- 128 Gunshot

### Drums
Drum kits (kanaal 10)
- 1 Standard Kit
- 9 Room Kit
- 17 Rock Kit
- 25 Electronic Kit
- 26 Analog Kit
- 33 Jazz Kit
- 41 Brush Kit
- 49 Classical Kit